# Antoine Billot
Pour les articles homonymes, voir Billot.
Antoine Bertrand Billot, né le 2 août 1961 à Dijon en Côte-d'Or, est un universitaire, économiste et écrivain français.

## Biographie

### Jeunesse et études
Né à Dijon, ville dont sa famille est originaire, Antoine Billot fait ses études secondaires au gré des affectations de son père officier (ce dernier finira sa carrière comme général de corps d'armée au Gouvernorat militaire de Paris) : au lycée Pasteur de Caen (Calvados), à l'Institution de la Providence de Laon (Aisne) et au lycée Buffon (Paris 15e). Puis, il poursuit ses études supérieures à l'université Paris II, Panthéon-Assas, et à l'université de Bourgogne. 

### Parcours universitaire
Il est nommé assistant de recherche à l'Université de Bourgogne en 1984 puis assistant à l'Université Panthéon-Assas en 1985. Titulaire d'un doctorat d'état en sciences-économiques, il reçoit la médaille de bronze du CNRS en 1989 et devient maître de conférences à l'Université Panthéon-Assas. De 1990 à 1992, il est également chargé de mission à la Direction de la Prévision du Ministère de l'Économie et des Finances. En 1992, il est reçu au concours d'agrégation de l'enseignement supérieur en sciences-économiques (rang 2e) et devient alors professeur des universités à l'Université de Bourgogne. Trois ans plus tard, il est élu professeur à l'Université Panthéon-Assas. En 1998, il devient membre junior de l'Institut Universitaire de France où, en 2011, il sera désigné pour occuper une chaire senior. En 2001, il est nommé pour deux ans research-fellow au Center of Operational Research and Econometrics à Louvain-la-Neuve (Belgique). Chercheur associé à la Paris School of Economics (École d'économie de Paris) de 2000 à 2015, il fonde en 2003 et dirige depuis le Lemma (Laboratoire d'Économie Mathématique et d'Économie Appliquée) de l'Université Paris Panthéon-Assas et préside le Comité Scientifique de la Revue Économique de 2013 à 2021. En octobre 2016, il est élu vice-président de l'Université Paris Panthéon-Assas et réélu à cette fonction en janvier 2021 avant d'en démissionner en novembre 2024.

## Recherches
Ses recherches concernent la théorie de l'équilibre général, la théorie des jeux coopératifs, la logique épistémique, la modélisation de l'incertitude non probabiliste, l’ambiguïté, et, plus généralement, la théorie de la décision. Depuis 1987, il a publié deux ouvrages de théorie: en 1987, Préférence et utilité floues aux Presses Universitaires de France, et, en 1992, Economic Theory of Fuzzy Equilibrium, An Axiomatic Analysis, chez Springer-Verlag, ainsi qu'une cinquantaine d'articles scientifiques dans des revues académiques.

## Activités littéraires
En 2003, à la suite d'une rencontre avec le psychanalyste, philosophe et écrivain, Jean-Bertrand Pontalis, il publie dans la collection "L'un et l'autre" que J.B. Pontalis dirige aux Éditions Gallimard, Le Désarroi de l'élève Wittgenstein - un roman à propos de la rencontre de Ludwig Wittgenstein et d'Adolf Hitler, adolescents, à Linz. Ce roman est sélectionné pour le Prix Wepler 2003. Dans la même collection, il publie ensuite, en 2004, La Part de l'absent - un récit autobiographique - et, en 2006, Monsieur Bovary - un roman conçu comme une tentative de réhabilitation du personnage de Charles, le mari d'Emma, dans le célèbre roman de Gustave Flaubert, Madame Bovary. 
Après cette Trilogie des personnages (historique, intime, fictionnel), il commence un nouveau cycle consacré au mythe du double en publiant, lors de la rentrée littéraire de l'automne 2008, son premier roman dans la collection Blanche des Éditions Gallimard, La Conjecture de Syracuse, lequel raconte, sur fond de guerre d'Algérie et de montée de l'islamisme dans l'Algérie contemporaine, l'affrontement de deux mathématiciens que tout sépare: l'Histoire, la culture, la religion mais aussi l'âge et le talent véritable. En mars 2010, année du bicentenaire de la naissance d'Alfred de Musset, dans la collection "L'un et l'autre", il publie Portrait de Lorenzaccio en milicien, un roman palimpseste conçu autour du personnage de Lorenzaccio et des rapports entre tyrannie et débauche, deux thèmes chers à Musset, et, enfin, en octobre 2012, il clôt ce cycle avec Le Phénomène, son second roman dans la collection Blanche, sorte de récit philosophique racontant les déboires d'un jeune homme, Thomas, habité par un "génie" qui lui propose un pacte. 
À l'automne 2013, toujours dans la collection "L'un et l'autre", il publie Barrès ou La volupté des larmes, un essai fictionnel à propos de l'écrivain Maurice Barrès consacré plus spécialement à la personnalité intime, complexe et contradictoire, de l'auteur du Culte du Moi. Ce livre figure dans la sélection finale du Prix Goncourt de la Biographie 2014. En février 2016, il publie dans la collection Blanche, Otage de Marque, une fiction à propos de l'enfermement de Léon Blum à Buchenwald et de son histoire d'amour avec Jeanne Reichenbach, sa dernière compagne, épousée en déportation. A la rentrée littéraire 2017, il publie L'Année prochaine à New York aux Éditions Arléa, un texte consacré à Bob Dylan, le musicien prix Nobel de littérature 2016. Ces trois derniers ouvrages constituent une  nouvelle trilogie organisée autour de la notion d'identité. 
En avril 2019, il publie dans la collection Blanche Fantaisies Militaires, un roman d'aventure et d'apprentissage sur fond d'occupation italienne par les troupes napoléoniennes et de préparatifs de l'enlèvement du pape Pie VII. En 2022, il publie Le soldat Ulysse, un roman d'investigation historique construit autour de la personnalité d'un soldat amnésique qu'au retour de la guerre de 14-18 nul ne reconnaît. Cet ouvrage a obtenu le Prix littéraire Europe 1-GMF 2022. En avril 2025, il publie Madame Stavisky, un roman biographique à propos de l'existence aventureuse de la femme d'Alexandre Stavisky, l'escroc dont le suicide (ou l'assassinat déguisé) a déclenché l'émeute du 6 février 34. 
Certains de ses livres sont traduits en hébreu, en grec et en italien.

## Contributions
- La Horde et le Léviathan: mythes fondateurs et formes savantes du récit économique I, Rêver/Penser, Éditions de l'Olivier, 2009
- Midas, Cresus, Faust et l'alchimie du temps: mythes fondateurs et formes savantes du récit économique II, Rêver/Penser, Éditions de l'Olivier, 2009
- Musset, du tourment d'être inconstant, Magazine Littéraire, 2010
- Ajournement ou le songe brisé de l'Ein Sof, Espace(s), Cnes, 2012
- Le Protocole de l'amertume, Hippocampe, 2013
- 1913, Hippocampe, 2013
- Anarchives, Débats et Documents, 2014
- Là où ça finit, là où ça commence, (avec Vincent Delecroix), introduction aux Œuvres littéraires de J.B. Pontalis, Collection Quarto, Gallimard, 2015
- L'inquiétante fragilité du marbre, Hippocampe, 2015

## Livres
Trilogie des personnages
- Le Désarroi de l'élève Wittgenstein, roman, Gallimard, Paris, 2003 (Arléa Poche n° 262)
- La Part de l'absent, récit, Gallimard, Paris, 2004
- Monsieur Bovary, roman, Gallimard, Paris, 2006

Trilogie du double
- La Conjecture de Syracuse, roman, Gallimard, Paris, 2008
- Portrait de Lorenzaccio en milicien, roman, Gallimard, Paris, 2010
- Le Phénomène, roman, Gallimard, Paris, 2012

Trilogie de l'identité
- Maurice Barrès ou La volupté des larmes, essai, Gallimard, Paris, 2013
- Otage de marque, roman, Gallimard, Paris, 2016
- L'Année prochaine à New York: Dylan avant Dylan, essai/fiction, Arléa, Paris, 2017

- Fantaisies Militaires, roman, Gallimard, Paris, 2019
- Le Soldat Ulysse, roman, Gallimard, Paris, 2022, lauréat du 3e prix littéraire Europe 1 - GMF [6]
- Madame Stavisky, roman, Gallimard, Paris, 2025